# بوتيل سكوبول أمين
بيوتيل سكوبولامين أو هيوسين بيوتيل بروميد اختصاراً بيوتيل سكوبولامين هو دواء من مجموعة حالّات اللاودي (Parasympatholytics). وهو يحصر مستقبلَ الأسيتيل كولين المسكاريني وينتمي بذلك إلى مجموعة مضادات مستقبل المسكارين. وبذلك فهو يؤثر كحالٍّ للتشنج ويستعمل على شكل ملح بروميد(N-Butylscopolaminiumbromid) كمزيل للتشنج (Spasmolytic).

## الخصائص الدوائية
بيوتيل سكوبولامين بروميد يخفض حركة العضلات الملساء. ويبقى أثره لعدة ساعات. يُرى أثر الدواء بتنظير المعدة: فبعد حقنه في الوريد يُصار بعد 1-2 دقيقة إلى سكون تمعج المعدة الزائد المزعج. وهو كمركب أمونيوم رباعي أليف للماء سيء الامتصاص من السبيل الهضمي(معدل الامتصاص أقل من 1 %). عمر النصف للدواء تبلغ 5,1 ساعات.

## البيانات السريرية
يستعمل لعلاج التشنجات في المعدة وفي الأمعاء وفي مجاري المِرَّة وفي سبل البول وفي الأعضاء الجنسية الأنثوية، كما أنه يستعمل للفحوص التنظيرية. كما يستعمل في الطب الملطف (palliative medicine) لتخفيف وذمة الرئة قبل النهائية (prefinale) (أو ما يسمى حشرجة الموت). حيث أنه يستعمل وريدياً أو تحت الجلد أو في العضل. يُستعمل فموياً أو شرجياً عند تشنجات السبيل الهضمي المتوسطة الشدة. رغم معدل الامتصاص الضئيل فإن مجموعةً من الدراسات المزدوجة التعمية المضبوطة بالعلاج الوهمي أظهرت التأثير العلاجي للدواء عند استعماله فموياً وشرجياً. وقد أُثْبِتَ ذلك خاصة في الشكوى التشنجية في القولون الهيوج (irritable colon). الإمتصاص الجهازي ليس ذو شأن في التأثير العلاجي في السبيل الهضمي، لأنه انطلاقاً من لُمْعة عضو الهضم فإن آلية تأثير موضعية تقوم بالدور الأهم.

## التأثيرات الجانبية
التأثيرات الجانبية لجميع حالّات التشنج قد تكون احمرار الجلد وشعور بالامتلاء وإمساك واضطراب الرؤية وتشكيل قليل للعرق وتسرع القلب واضطراب المطابقة وفم جاف.
لا يجوز استعمالها عند ارتفاع ضغط العين الداخلي (زرق) أو اضطراب تفريغ المثانة أو انسداد الأمعاء بأجسام غريبة أو التواء الأمعاء أو اضطراب نظم القلب.
بخلاف المادة الأصل الـ Scopolamin فإن N-Butylscopolaminiumbromid لا يجتاز حاجز الدماغ الدم ولا يسبب تأثيرات جانبية مركزية.